# Художественные сокровища дворцов-музеев
«Художественные сокровища дворцов-музеев» — книжная серия, вышедшая в издательстве «Искусство» (Москва) в 1966 году. Книги представляли собой альбомы увеличенного формата в целлофанированном переплёте, снабжённые большими историко-архитектурными статьями и снабжённые чёрно-белыми фотографиями. Были посвящены известнейшим усадебным ансамблям Москвы и Подмосковья.

## Список книг серии по названиям
- Архангельское / В. В. Познанский
- Кусково / И. М. Глозман, Л. В. Тыдман
- Останкино / Н. А. Елизарова

## Авторы книжной серии
- Глозман, Иосиф Моисеевич (1920—1993)
- Елизарова-Соловьёва, Надежда Алексеевна (1903—1983)[1]
- Познанский, Виктор Владимирович (?—?)
- Тыдман, Леонард Владиславович (1928—2016)[2][3]